# Никитенко, Андрей Владимирович
Андрей Владимирович Никитенко (13 января 1979, Тюмень) — российский хоккеист, центральный нападающий.

## Карьера
Воспитанник ХК «Рубин» Тюмень. Здесь и начал свою карьеру в 1997 году. Через два года выступил за сборную России на молодёжном чемпионате Мира, где провел семь матчей, набрал 5 очков и стал его победителем. Серебряный призёр чемпионата России сезонов 1999/00, 2001/02, 2002/03. В сезоне 2006/07 был капитаном ХК ЦСКА Москва.
С 2008 по 2012 год выступал за Нижегородское Торпедо.
После окончания сезона 2011—2012 подписал контракт с «Сибирью».
17 июня 2013 года на драфте расширения Никитенко был выбран руководством новообразованного клуба «Адмирал» Владивосток.
21 мая 2014 года подписал контракт с «Ладой» на 2 года.
После окончания сезона 2015—2016 объявил о завершении профессиональной карьеры и о планах поступить в высшую школу тренеров.

## Статистика
| Легенда | Легенда                    | Легенда | Легенда                   | Легенда | Легенда    |
| ------- | -------------------------- | ------- | ------------------------- | ------- | ---------- |
| И       | Количество проведённых игр | Штр     | Штрафное время            | +/−     | Плюс-минус |
| Г       | Голы                       | П       | Голевые передачи          | О       | Очки       |
| -       | Статистика неизвестна      | —       | Статистика не учитывалась |         |            |